# يويا سانو
يويا سانو (باليابانية: 佐野 裕哉) (22 أبريل 1982 في شيزوكا في اليابان – )؛ هو لاعب كرة قدم ياباني سابق كان يلعب كلاعب وسط.

## وصلات خارجية
- يويا سانو على موقع رابطة كرة القدم اليابانية للمحترفين (اليابانية)
- يويا سانو على موقع Soccerway.com (الإنجليزية)
- يويا سانو على موقع عالم كرة القدم.نت (الإنجليزية)